# Ива Гукера
И́ва Гукера (лат. Salix hookeriana) — вид цветковых растений из рода Ива (Salix) семейства Ивовые (Salicaceae).

## Распространение и экология
В природе ареал вида охватывает северные районы Восточной Сибири, Канаду (Британская Колумбия) и США (штаты Аляска, Орегон, Вашингтон и Калифорния).
Произрастает в лесотундре.

## Ботаническое описание
Невысокий кустарник с толстыми, тёмно-войлочными ветвями.
Прилистники широко-полуяйцевидные. Листья длиной 5—6 см, шириной 2—5 см, широко-обратнояйцевидные, почти округлые, жестковатые, по краю волнистые или слегка редкопильчатые, сверху тёмно-зелёные, позже голые, снизу войлочно-шерстистые, на серо-войлочных черешках длиной 1—3 мм.
Серёжки длиной 2,5—5 см, женские — длиннее, узкие, сидячие, толсто-цилиндрические, густоцветковые, прямые, очень волосистые. Прицветные чешуи буро-чёрные, наверху округлые, длинно и густо-мохнатые. Завязь коническая, длинно-вытянутая, голая, тёмно-зелёная, в сухом состоянии рыжеватая, с линейными, цельными, прямыми рыльцами.

## Таксономия
Вид Ива Гукера входит в род Ива (Salix) семейства Ивовые (Salicaceae) порядка Мальпигиецветные (Malpighiales).
|  |                                      |  |                                                             |                                                             |                  |  | ещё 36 семейств (согласно Системе APG II) | ещё 36 семейств (согласно Системе APG II) |                    |  |  |  | ещё более 500 видов |
|  |                                      |  |                                                             |                                                             |                  |  | ещё 36 семейств (согласно Системе APG II) | ещё 36 семейств (согласно Системе APG II) |                    |  |  |  | ещё более 500 видов |
|  |                                      |  |                                                             | порядок Мальпигиецветные                                    |                  |  |                                           |                                           | род Ива            |  |  |  |                     |
|  |                                      |  |                                                             | порядок Мальпигиецветные                                    |                  |  |                                           |                                           | род Ива            |  |  |  |                     |
|  | отдел Цветковые, или Покрытосеменные |  |                                                             |                                                             | семейство Ивовые |  |                                           |                                           | вид Ива Гукера     |  |  |  |                     |
|  | отдел Цветковые, или Покрытосеменные |  |                                                             |                                                             | семейство Ивовые |  |                                           |                                           |                    |  |  |  |                     |
|  |                                      |  | ещё 44 порядка цветковых растений (согласно Системе APG II) | ещё 44 порядка цветковых растений (согласно Системе APG II) |                  |  |                                           | ещё около 57 родов                        | ещё около 57 родов |  |  |  |                     |
|  |                                      |  |                                                             | ещё 44 порядка цветковых растений (согласно Системе APG II) |                  |  |                                           |                                           | ещё около 57 родов |  |  |  |                     |